# Philodromus alascensis
Philodromus alascensis là một loài nhện trong họ Philodromidae.
Loài này thuộc chi Philodromus. Philodromus alascensis được Eugen von Keyserling miêu tả năm 1884.